# Моріц-Жигмонд-кертер (станція метро)
Моріц-Жигмонд-кертер (угор. Móricz Zsigmond körtér) — станція Будапештського метрополітену. Станція була відкрита 28 березня 2014 року.
Знаходиться під однойменною площею, одним з найбільших транспортних вузлів південно-західного Будапешта на перетині вулиці Бели Бартока з проспектами Віллані і Фрідьеш Карінтія. Приблизно за 400 м на захід від станції розташоване штучне озеро Фенекетлен.

## Пересадки
- Автобус: 7, 27, 33, 114, 213, 214, 240
- Трамвай: 6, 17, 19, 41, 47, 48, 49, 56, 56A, 61